# Пайн-Гейвен
Пайн-Гейвен (англ. Pine Haven) — місто (англ. town) в США, в окрузі Крук штату Вайомінг. Населення — 493 особи (2020).

## Географія
Пайн-Гейвен розташований за координатами 44°21′12″ пн. ш. 104°48′37″ зх. д. / 44.35333° пн. ш. 104.81028° зх. д. (44.353418, -104.810389).  За даними Бюро перепису населення США в 2010 році місто мало площу 3,39 км², уся площа — суходіл.

## Демографія
Згідно з переписом 2010 року, у місті мешкало 490 осіб у 209 домогосподарствах у складі 155 родин. Густота населення становила 144 особи/км².  Було 258 помешкань (76/км²).
Расовий склад населення:
| - 98,0 % — білих - 1,0 % — корінних американців - 0,2 % — азіатів |

До двох чи більше рас належало 0,8 %. Частка іспаномовних становила 1,0 % від усіх жителів.
За віковим діапазоном населення розподілялося таким чином: 17,6 % — особи молодші 18 років, 65,9 % — особи у віці 18—64 років, 16,5 % — особи у віці 65 років та старші. Медіана віку мешканця становила 50,5 року. На 100 осіб жіночої статі у місті припадало 104,2 чоловіків;  на 100 жінок у віці від 18 років та старших — 103,0 чоловіків також старших 18 років.
Середній дохід на одне домашнє господарство  становив 83 133 долари США (медіана — 79 861), а середній дохід на одну сім'ю — 92 119 доларів (медіана — 90 208). Медіана доходів становила 74 375 доларів для чоловіків та 44 167 доларів для жінок. За межею бідності перебувало 3,0 % осіб, у тому числі 0,0 % дітей у віці до 18 років та 2,9 % осіб у віці 65 років та старших.
Цивільне працевлаштоване населення становило 228 осіб. Основні галузі зайнятості: будівництво — 25,9 %, сільське господарство, лісництво, риболовля — 19,3 %, освіта, охорона здоров'я та соціальна допомога — 13,6 %, виробництво — 9,2 %.
За даними перепису 2000 року,
на території муніципалітету мешкало 222 людей, було 102 садиб та 68 сімей.
Густота населення становила 65,4 осіб/км². Було 157 житлових будинків.
З 102 садиб у 21,6% проживали діти до 18 років, подружніх пар, що мешкали разом, було 64,7 %,
садиб, у яких господиня не мала чоловіка — 1,0 %, садиб без сім'ї — 33,3 %.
Власники 28,4 % садиб мали вік, що перевищував 65 років, а в 13,7 % садиб принаймні одна людина була старшою за 65 років.
Кількість людей у середньому на садибу становила 2,18, а в середньому на родину 2,68.
Середній річний дохід на садибу становив 37 250 доларів США, а на родину — 46 250 доларів США.
Чоловіки мали дохід 39 583 доларів, жінки — 35 625 доларів.
Дохід на душу населення був 21 014 доларів.
Приблизно 4,6 % родин та 4,1 % населення жили за межею бідності.
Середній вік населення становив 48 років.